# Stazione di Secchiano
La stazione di Secchiano era una fermata ferroviaria posta lungo la ferrovia Rimini-Novafeltria, chiusa nel 1960, a servizio della frazione Secchiano di Novafeltria.
L'edificio fu in seguito adibito ad uso civile.